# 弗兰斯·佩尔松
弗兰斯·佩尔松（瑞典語：Frans Persson，1891年12月6日—1976年1月13日），生于于斯塔德，瑞典男子体操运动员。他曾获得1920年夏季奥运会体操比赛男子团体瑞典式金牌。他于1976年在斯德哥尔摩去世。